# Stefan Rehn
Jan Stefan Rehn (nacido el 22 de septiembre de 1966) es un entrenador de fútbol sueco y exfutbolista profesional que se desempeñaba como centrocampista. Como jugador, representó a Djurgårdens IF, Everton, IFK Göteborg y Lausanne Sports. Ganó un total de seis Campeonatos de Suecia con los dos clubes suecos. Fue 45 veces internacional con la selección de Suecia y representó a su país en la Eurocopa de la UEFA de 1992 y en la Copa Mundial de la FIFA de 1994. También formó parte de la selección olímpica de Suecia en los Juegos Olímpicos de Verano de 1988.

## Trayectoria en clubes
Rehn nació en Estocolmo. Tras jugar en un club local, se unió al Djurgårdens IF de la misma ciudad, debutando con el primer equipo en la temporada de 1984. Fue el máximo goleador de la Swedish football Division 2 en 1987. En 1988, formó parte del equipo del Djurgården que ganó la medalla de plata en el Campeonato Sueco, y en 1989, jugó la final de la Svenska Cupen, donde perdieron contra el Malmö FF.
En el verano de 1989, se unió al club inglés Everton por aproximadamente medio millón de libras, proveniente del Djurgården. Rehn fue titular en dos partidos y realizó cuatro apariciones como suplente para los Toffees. Su debut en liga ocurrió el 16 de septiembre de 1989 en Selhurst Park contra el Charlton Athletic, en una victoria por 1-0 del Everton. Posteriormente, el 14 de octubre de 1989, el Millwall visitó Goodison Park y fue derrotado por 2-1. Rehn entró a mitad de la primera mitad para reemplazar a un lesionado Ian Snodin y fue inmediatamente marcado por el combativo centrocampista del equipo londinense, Terry Hurlock. A la hora de juego, Rehn fue sustituido por Graeme Sharp; este partido se convertiría en un punto de inflexión para Rehn en el Everton, y pronto se le criticó por ser "demasiado ligero" para el fútbol inglés.
En enero de 1990, regresó a Suecia para jugar con el IFK Göteborg, club con el que ganó cinco Campeonatos de Suecia entre 1990 y 1995. Posteriormente, se trasladó al club suizo Lausanne Sports antes de regresar a su antiguo club, el Djurgårdens IF, en el año 2000. Con este último equipo, ganó otro Campeonato en 2002 antes de retirarse.
| Club              | País       | Año         | Partidos | Goles |
| Djurgårdens IF    | Suecia     | 1984 - 1989 | 119      | 43    |
| Everton FC        | Inglaterra | 1989 - 1990 | 4        | 0     |
| IFK Göteborg      | Suecia     | 1990 - 1995 | 134      | 26    |
| FC Lausanne-Sport | Suiza      | 1995 - 2000 | 172      | 33    |
| Djurgårdens IF    | Suecia     | 2000 - 2002 | 67       | 6     |

## Carrera internacional
Rehn, cuyos padres son de Åland, recibió una convocatoria para la selección sub-18 de Suecia, pero no fue elegible para jugar hasta 1984, cuando adquirió la ciudadanía sueca. En total, disputó ocho partidos con la sub-18 (anotando un gol) y 17 partidos con la sub-21 (con tres goles).
Rehn debutó con la selección absoluta en un amistoso ganado 4-1 contra Alemania Oriental en 1988, partido en el que también marcó su primer gol internacional en el minuto 58. Jugó dos partidos con Suecia en los Juegos Olímpicos de Verano de 1988. Formó parte del equipo de la Eurocopa de la UEFA de 1992, aunque no llegó a jugar.
También fue parte de la selección nacional absoluta de Suecia que terminó en tercer lugar en la Copa Mundial de la FIFA de 1994.

## Carrera como entrenador
Tras su retirada como jugador, Rehn formó parte del cuerpo técnico del Djurgårdens IF antes de asumir el puesto de entrenador en su otro antiguo club sueco, el IFK Göteborg, para la temporada 2007, como entrenador conjunto con Jonas Olsson. Dejó el cargo en 2010.
Entre 2011 y 2013, fue el entrenador principal del Jitex BK, y en 2014 se unió al Kopparbergs/Göteborg FC también como entrenador principal.
En mayo de 2018, Rehn fue nombrado entrenador principal del Utsiktens BK. En diciembre de 2019, Rehn anunció en una entrevista que había acordado firmar un nuevo contrato por dos años. Sin embargo, el 29 de enero de 2020, se confirmó que había dejado el club y que las partes nunca firmaron ninguna extensión en diciembre de 2019.
| Club                    | País   | Año         |
| ----------------------- | ------ | ----------- |
| IFK Göteborg            | Suecia | 2007 - 2010 |
| Jitex BK                | Suecia | 2011 - 2013 |
| Kopparbergs/Göteborg FC | Suecia | 2014        |
| Utsiktens BK            | Suecia | 2018        |

## Estadísticas de carrera

### Club
| Club            | Temp.        | Liga              | Liga  | Liga  | Copa nacional | Copa nacional | Copa de la Liga | Copa de la Liga | Europa | Europa | Otros | Otros | Total | Total |
| Club            | Temp.        | División          | Part. | Goles | Part.         | Goles         | Part.           | Goles           | Part.  | Goles  | Part. | Goles | Part. | Goles |
| --------------- | ------------ | ----------------- | ----- | ----- | ------------- | ------------- | --------------- | --------------- | ------ | ------ | ----- | ----- | ----- | ----- |
| Djurgårdens IF  | 1984         | Div. 2 Norra      | 14    | 3     |               |               | –               | –               |        |        |       |       | 14    | 3     |
| Djurgårdens IF  | 1985         | Div. 2 Norra      | 25    | 10    |               |               | –               | –               |        |        |       |       | 25    | 10    |
| Djurgårdens IF  | 1986         | Allsvenskan       | 22    | 6     |               |               | –               | –               |        |        |       |       | 22    | 6     |
| Djurgårdens IF  | 1987         | Div. 1 Norra      | 26    | 15    |               |               | –               | –               |        |        |       |       | 26    | 15    |
| Djurgårdens IF  | 1988         | Allsvenskan       | 20    | 8     |               |               | –               | –               |        |        | 4     | 0     | 24    | 8     |
| Djurgårdens IF  | 1989         | Allsvenskan       | 12    | 1     | 3             | 1             | –               | –               |        |        |       |       | 15    | 2     |
| Djurgårdens IF  | Total        | Total             | 119   | 43    | 3             | 1             | –               | –               | 0      | 0      | 4     | 0     | 126   | 44    |
| Everton         | 1989–90      | First Div. (Ing.) | 4     | 0     |               |               |                 |                 |        |        |       |       | 4     | 0     |
| IFK Göteborg    | 1990         | Allsvenskan       | 20    | 6     |               |               | –               | –               |        |        |       |       | 20    | 6     |
| IFK Göteborg    | 1991         | Allsvenskan       | 18    | 1     |               |               | –               | –               | 3      | 0      | 9     | 0     | 30    | 1     |
| IFK Göteborg    | 1992         | Allsvenskan       | 28    | 9     |               |               | –               | –               | 6      | 0      |       |       | 34    | 9     |
| IFK Göteborg    | 1993         | Allsvenskan       | 24    | 6     |               |               | –               | –               | 4      | 0      |       |       | 28    | 6     |
| IFK Göteborg    | 1994         | Allsvenskan       | 24    | 2     |               |               | –               | –               | 6      | 2      |       |       | 30    | 4     |
| IFK Göteborg    | 1995         | Allsvenskan       | 11    | 2     |               |               | –               | –               | 2      | 0      |       |       | 13    | 2     |
| IFK Göteborg    | Total        | Total             | 134   | 26    | 0             | 0             | –               | –               | 21     | 2      | 9     | 0     | 164   | 28    |
| Lausanne Sports | 1995–96      | Nationalliga A    | 36    | 9     | –             | –             | –               | –               | –      | –      | –     | –     | 36    | 9     |
| Lausanne Sports | 1996–97      | Nationalliga A    | 34    | 9     | –             | –             | –               | –               | –      | –      | –     | –     | 34    | 9     |
| Lausanne Sports | 1997–98      | Nationalliga A    | 35    | 3     | –             | –             | –               | –               | –      | –      | –     | –     | 35    | 3     |
| Lausanne Sports | 1998–99      | Nationalliga A    | 32    | 4     | –             | –             | –               | –               | 2      | 1      | –     | –     | 34    | 5     |
| Lausanne Sports | 1999–2000    | Nationalliga A    | 35    | 8     | –             | –             | –               | –               | 2      | 0      | –     | –     | 37    | 8     |
| Lausanne Sports | Total        | Total             | 172   | 33    | 0             | 0             | –               | –               | 4      | 1      | 0     | 0     | 176   | 34    |
| Djurgårdens IF  | 2000         | Superettan        | 18    | 3     | 3             | 1             | –               | –               | –      | –      | –     | –     | 21    | 4     |
| Djurgårdens IF  | 2001         | Allsvenskan       | 25    | 1     | 2             | 0             | –               | –               | –      | –      | –     | –     | 27    | 1     |
| Djurgårdens IF  | 2002         | Allsvenskan       | 24    | 2     | 6             | 1             | –               | –               | 6      | 0      | –     | –     | 36    | 3     |
| Djurgårdens IF  | Total        | Total             | 67    | 6     | 11            | 2             | –               | –               | 6      | 0      | 0     | 0     | 84    | 8     |
| Career total    | Career total | Career total      | 496   | 108   | 14            | 3             | 0               | 0               | 31     | 3      | 13    | 0     | 545   | 114   |

### Internacional
| Equipo nacional | Año  | Part. | Goles |
| --------------- | ---- | ----- | ----- |
| Suecia          | 1988 | 4     | 1     |
| Suecia          | 1989 | 1     | 1     |
| Suecia          | 1990 | 7     | 2     |
| Suecia          | 1991 | 8     | 1     |
| Suecia          | 1992 | 7     | 0     |
| Suecia          | 1993 | 7     | 1     |
| Suecia          | 1994 | 9     | 0     |
| Suecia          | 1995 | 2     | 0     |

Los marcadores y resultados muestran primero la cantidad de goles de Suecia; la columna de marcador indica el resultado después de cada gol de Rehn.
| No. | Fecha                 | Estadio                                                            | Rival                  | Marcador | Resultado | Competición            |
| --- | --------------------- | ------------------------------------------------------------------ | ---------------------- | -------- | --------- | ---------------------- |
| 1   | 12 de enero de 1988   | Estadio Municipal de Maspalomas, San Bartolomé de Tirajana, España | Alemania Democrática   | 3–1      | 4–1       | Amistoso               |
| 2   | 16 de junio de 1989   | Parken, Copenhague, Dinamarca                                      | Brasil                 | 1–0      | 2–1       | Torneo Triangular 1989 |
| 3   | 17 de febrero de 1990 | Estadio Al-Maktoum, Dubái, Emiratos Árabes Unidos                  | Emiratos Árabes Unidos | 1–0      | 2–0       | Amistoso               |
| 4   | 10 de octubre de 1990 | Estadio Råsunda, Solna, Suecia                                     | Alemania               | 1–3      | 1–3       | Amistoso               |
| 5   | 1 de mayo de 1991     | Estadio Råsunda, Solna, Suecia                                     | Austria                | 3–0      | 6–0       | Amistoso               |
| 6   | 15 de abril de 1993   | Estadio Nép, Budapest, Hungría                                     | Hungría                | 2–0      | 2–0       | Amistoso               |

## Palmarés
| Categoría       | Equipo         | Título                         | Año(s)                       |
| --------------- | -------------- | ------------------------------ | ---------------------------- |
| Nacional (Liga) | Djurgårdens IF | Allsvenskan                    | 2002                         |
| Nacional (Copa) | Djurgårdens IF | Copa de Suecia (Svenska Cupen) | 2002                         |
| Nacional (Liga) | Djurgårdens IF | Superettan                     | 2000                         |
| Nacional (Liga) | Djurgårdens IF | División 1 Norra               | 1987                         |
| Nacional (Liga) | Djurgårdens IF | División 2 Norra               | 1985                         |
| Nacional (Liga) | IFK Göteborg   | Allsvenskan                    | 1990, 1991, 1993, 1994, 1995 |
| Nacional (Copa) | IFK Göteborg   | Copa de Suecia (Svenska Cupen) | 1991                         |
| Individual      | —              | Kristallkulan                  | 1991, 1993                   |
| Individual      | —              | Jugador del Año de Axpo        | 1998                         |
| Individual      | —              | Årets Järnkamin                | 2001                         |
| Individual      | —              | Entrenador del Año en Suecia   | 2007                         |